# Bengt "Bengan" Johansson
Bengt Petter "Bengan" Johansson, född 25 juni 1942 i Halmstads stadsförsamling, död 8 maj 2022 i Söndrums distrikt i Halmstads kommun, var en svensk handbollstränare och handbollsspelare. Han är en av de mest meriterade förbundskaptenenerna inom handbollsvärlden genom tiderna. Under hans tid som förbundskapten för Sveriges herrlandslag, 1988 till 2004, erövrade laget 13 medaljer i 16 internationella mästerskap (OS, VM och EM).

## Biografi

### Tidiga år
Bengt Johansson avlade studentexamen i Halmstad 1963. Efter livgardet, kadettskola, reservofficersutbildning och universitetsstudier i sociologi och psykologi utbildade han sig till gymnastikdirektör vid Gymnastik- och idrottshögskolan (GIH) i Stockholm 1966–1968. För att komma in på GIH gick han först på Militära Gymnastik och Idrottshögskolan 1964–1966 i Stockholm. Där hade han Åke Moberg som lärare i friidrott och bollspel.

### Spelarkarriär
Parallellt med studierna spelade Bengt Johansson handboll. Moderklubben var Halmstad HP i Halmstad. Under studietiden i Stockholm spelade han först kvar i Halmstad HP men bytte klubb 1966 när han kom in på GIH till SoIK Hellas. Han återvände sedan till Halmstad HP under en säsong 1970–1971, innan han bytte klubb till HK Drott för att det var ett krav för landslagsspel, att spela i högsta serien. 1971–1976 avslutade han spelarkarriären i HK Drott i Halmstad.
1963–1973 spelade Bengt Johansson 83 landskamper för Sverige och deltog bland annat i OS 1972 i München. Han var också med i två världsmästerskap, 1967 i Sverige och 1970 i Frankrike.

### Tränarkarriär
Han inledde sin tränarkarriär i två Stockholmsklubbar under studieåren på GIH, IK Hele och söderklubben IK Silwing. Johansson var tränare i Drott under flera perioder: 1974–1975 (spelande tränare), 1976–1984 samt 1985–1988. Under hans tid som tränare blev HK Drott svenska mästare fem gånger: 1975, 1978, 1979, 1984 och 1988.
1988 utsågs Johansson till förbundskapten för det Sveriges herrlandslag i handboll. Han efterträdde då Roger "Ragge" Carlsson. Under Johanssons ledning tog sig landslaget till en mycket framgångsrik period under hela 1990-talet och början av 2000-talet.
Totalt vann laget 13 medaljer vid 16 mästerskap under Johanssons ledning. Bland annat var han med om att bli världsmästare två gånger, 1990 och 1999, och Europamästare fyra gånger; 1994, 1998, 2000 och 2002. Det enda mästerskapet som laget inte tog guld vid var vid de olympiska spelen (OS), trots att laget totalt bara förlorade tre OS-matcher på tre mästerskap. Det var de tre OS-finalerna 1992, 1996 och 2000.
Framgångarna var då oöverträffade inom världshandbollen. Perioden från 1990 till 2002 kom att kallas Sveriges andra storhetsperiod inom sporten (Sveriges första var från 1954 till 1964). Senare har framgångarna endast överträffats av Frankrikes era från slutet av 2000-talet och framåt. Under Johanssons period kom landslaget att skämtsamt kallas för "Bengan Boys". Laguppställning innehöll få förändringar under hela perioden och flera av spelarna högpresterade även långt efter 35 års ålder. Nyckelspelare var bland andra Magnus Wislander, Per Carlén, Erik Hajas, Ola Lindgren, Magnus Andersson, Staffan Olsson, Ljubomir Vranjes och Stefan Lövgren. I allt spelade det svenska landslaget 471 officiella landskamper under Bengt Johanssons ledning.
1990 tilldelades Johansson TT:s idrottsledarpris, efter det sensationella VM-guldet i Tjeckoslovakien mot Sovjetunionen, herrlandslagets första sedan 1958 (tredje totalt). 1998 belönades hans landslag med Bragdguldet, efter EM-guldet i Italien samma år.
Bengt Johanssons sista mästerskap blev EM-turneringen i januari 2004, i Slovenien. Laget slutade då på sjunde plats. För första gången under Johanssons era vann laget inte en medalj vid två raka mästerskap. Den 7 juni 2004 spelades sista landskampen med Johansson som förbundskapten. Han efterträddes den 30 juni av tidigare U21-förbundskaptenen Ingemar Linnéll.

## Efter karriären
Vid öppnandet av Handbolls-VM 2011 i Sverige den 14 januari 2011 invigdes spelen med en vänskapsmatch mellan två lag bestående av före detta svenska handbollsspelare från "den andra storhetstiden" (1990–2002). Det ena laget bestod av spelare hemmahörande i Göteborg och det andra av spelare från övriga Sverige. Bengt Johansson gjorde i samband med detta en tillfällig comeback som tränare för lag Övriga Sverige som dock förlorade med 22–19 mot Lag Göteborg.
Vid en intervju med Kvällsposten under 2018 blev det känt att Johansson led av Parkinsons sjukdom sedan några år tillbaka.
Johansson avled den 8 maj 2022, 79 år gammal.

## Meriter

### Som spelare
- Tre SM-guld (1969 och 1970 med SoIK Hellas och 1975 som spelande tränare med HK Drott)
- VM 1967 i Sverige: 5:a
- VM 1970 i Frankrike: 6:a
- OS 1972 i München: 7:a

### Som tränare

#### Med klubblag
- Fem SM-guld (1975,[a] 1978, 1979, 1984 och 1988 med HK Drott)

#### Med landslag
- VM 1990 i Tjeckoslovakien:  Guld
- OS 1992 i Barcelona:  Silver
- VM 1993 i Sverige:  Brons
- EM 1994 i Portugal:  Guld
- VM 1995 på Island:  Brons
- EM 1996 i Spanien: 4:a
- OS 1996 i Atlanta:  Silver
- VM 1997 i Japan:  Silver
- EM 1998 i Italien:  Guld
- VM 1999 i Egypten:  Guld
- EM 2000 i Kroatien:  Guld
- OS 2000 i Sydney:  Silver
- VM 2001 i Frankrike:  Silver
- EM 2002 i Sverige:  Guld
- VM 2003 i Portugal: 13:e
- EM 2004 i Slovenien: 7:a
- Totalt: 13 medaljer (3 OS-silver, 2 VM-guld, 2 VM-silver, 2 VM-brons och 4 EM-guld)
  -  OS-silver: 1992, 1996 och 2000
  -  VM-guld: 1990 och 1999
  -  VM-silver: 1997 och 2001
  -  VM-brons: 1993 och 1995
  -  EM-guld: 1994, 1998, 2000 och 2002